# I My Me Mine
I My Me Mine è un brano musicale del gruppo sudcoreano 4Minute, contenuto nell'EP Hit Your Heart, pubblicato il 2 luglio 2010. Il video musicale completo è uscito il 5 luglio 2010.

## Classifiche
| Classifica                 | Posizione massima |
| -------------------------- | ----------------- |
| Gaon Digital chart         | 7                 |
| Gaon Streaming chart       | 9                 |
| Gaon Download chart        | 9                 |
| Gaon BGM chart             | 1                 |
| Gaon Mobile Ringtone chart | 2                 |

## Versione giapponese
Una versione in giapponese è uscita come singolo sotto la casa discografica Far Eastern Entertainment, come primo estratto dal loro primo album giapponese Diamond. Il 28 luglio 2010 viene pubblicato il video ufficiale del brano.

### Tracce
1. I My Me Mine (Japanese Version)
2. GoodBye
3. HuH
4. I My Me Mine (inst.)

### Classifiche
| Classifica                 | Posizione massima |
| -------------------------- | ----------------- |
| Gaon Digital chart         | 3                 |
| Gaon Streaming chart       | 15                |
| Gaon Download chart        | 8                 |
| Gaon BGM chart             | 21                |
| Gaon Mobile Ringtone chart | 5                 |